# Martin Kosleck
Martin Kosleck, nato Nicolaie Yoshkin (Kołczygłowy, 24 marzo 1904 – Santa Monica, 15 gennaio 1994), è stato un attore tedesco naturalizzato statunitense.

## Biografia
Nacque in Pomerania nel 1904.
Nel 1927, all'età di 23 anni, debuttò nel film muto Der Fahnenträger von Sedan. Nel 1929 apparve nel film Sant'Elena, mentre nel 1930 recitò in Alraune la figlia del male (suo primo film sonoro) e in Die singende Stadt.
All'inizio degli anni '30, con l'ascesa al potete di Hitler e del Partito nazista, Kosleck si espresse contro entrambi e decise di lasciare la Germania per la Gran Bretagna. Nel 1932 arrivò a New York e poi raggiunse Hollywood. L'anno successivo fu inserito nella lista degli "indesiderabili" dalla Gestapo.
Il suo primo film americano fu Le armi di Eva (1934). Rimanendo poco tempo a Hollywood per mancanza di scritture, tornò a New York per esibirsi in teatro. Dalla fine degli anni '30 apparve in molti film anti-nazisti come La storia di Edith Cavell (1939), Espionage Agent (1939), Underground (1941), Berlin Correspondent (1942), Bomber's Moon (1943) e Chetniks (1943). Ne Il prigioniero di Amsterdam (1940) di Alfred Hitchcock interpretò un vagabondo. Nel 1944 interpretò Joseph Goebbels nel falso documentario The Hitler Gang, diretto da John Farrow.
Con la fine della seconda guerra mondiale, i ruoli di nazisti diminuirono e l'attore passò a recitare in film horror di "serie B", tra i quali The Frozen Ghost (1945), The Mummy's Curse (1944), House of Horrors (1946) e La donna lupo di Londra (1946).
Dagli anni '50 recitò anche in televisione, apparendo in diverse serie come Hallmark Hall of Fame, The Motorola Television Hour e Studio One, mentre per il cinema recitò in Allarme a New York (1956).
Negli anni '60 apparve nei film Momento selvaggio (1961), La belva del secolo (1962), Le ultime 36 ore (1964), I morituri (1965) e Agente H.A.R.M. (1966), mentre in televisione apparve, tra le altre, nelle serie Gli inafferrabili, Get Smart, Agenzia U.N.C.L.E., Organizzazione U.N.C.L.E., F.B.I., Selvaggio west, Missione impossibile e Operazione ladro.
Nel 1970 interpretò un generale della Gestapo in un episodio de Gli eroi di Hogan. Dopo essere stato colpito da un attacco di cuore, lavorò solo occasionalmente e principalmente in televisione. La sua ultima apparizione risale al 1980 nel film Il detective con la faccia di Bogart.
Dagli anni '30 al 1958 ebbe una relazione con un suo collega, anch'egli emigrante tedesco, l'attore Hans Heinrich von Twardowski, relazione che fu argomento di molte lettere scritte da Twardowski all'amica Marlene Dietrich. Nel 1947 sposò inaspettatamente l'attrice tedesca Eleonore von Mendelssohn, che si suicidò nel 1951.
Morì in California nel 1994 all'età di 88 anni.

## Filmografia parziale
- Fuoco a oriente (The North Star), regia di Lewis Milestone (1943)
- Codice Gerico (Jericho) – serie TV, episodio 1x03 (1966)
- Operazione ladro (It Takes a Thief) – serie TV, episodio 2x02 (1968)